# Mohamed Baroot
Mohammed Barot (Arabic:محمد باروت) (sinh ngày 7 tháng 6 năm 1987) là một cầu thủ bóng đá người Các Tiểu vương quốc Ả Rập Thống nhất. Hiện tại anh thi đấu cho Ittihad Kalba.